# 大道寺あや子
大道寺 あや子 （だいどうじ あやこ、1948年10月20日 - ）は、日本の政治活動家、新左翼系武装組織である東アジア反日武装戦線の元メンバー。
ダッカ日航機ハイジャック事件で超法規的措置により釈放され日本赤軍に合流、2024年現在国際手配中である。

## 来歴・人物
旧姓・駒沢。北海道釧路市生まれ。北海道釧路湖陵高等学校を卒業。在校中は成績優秀、スピードスケート部での活躍が認められて卒業生総代を務める。星薬科大学に推薦入学し、ワンダーフォーゲル部に所属。自治会活動、学費値上げ反対闘争などに参加した。この頃に高校時代の同級生であった大道寺将司に高校の同窓会で「研究会」にオルグ (勧誘) される。高校在校中にはほとんど接点がなかった二人が、この会をきっかけに交際を始めて同棲するに至る。卒業後は新宿区内の病院で薬剤師として勤務。のちに将司と結婚。都内の試薬会社に転職する。爆弾に使う薬品を入手する目的であったが、勤務態度は非常に良好であり、周囲からの評価は高かった。
東アジア反日武装戦線では「狼」班に参加し、三菱重工爆破事件などの連続企業爆破事件を起こす。三菱重工爆破事件では時限爆弾設置現場の見張り役を担当した。組織内でのコードネームは浅川マキのファンであったことから「アサカワ」としていた。1975年5月19日に爆発物取締罰則違反で逮捕された。逮捕の間際に、青酸カリで自殺を図ったが、捜査員に阻止された。
逮捕後の取り調べの経過やマスコミの報道では
、本人の容貌や周辺の評判も相俟って、あや子は狂信的な過激思想の将司に従い、協力させられていただけの従犯にすぎないのではないかという見方や同情論があった。しかし、世間の声に反発し、浴田由紀子らと激しい獄中・法廷闘争を繰り広げた。
1977年、日本赤軍によるダッカ事件で、超法規的措置で釈放・出国。現在も国際手配中である。
1985年、東アジア反日武装戦線の支援者らにアピールを寄せた。
1994年6月、偽造有印私文書行使の容疑で国際刑事警察機構を通じて国際手配となった。
1999年、香港で松田久とともに、日本赤軍最高幹部の重信房子と会合を持ったことが確認されている。
2001年、重信房子は日本赤軍の解散を宣言した。ただし、警察庁長官を務めた中村格は、あや子を含む逃走メンバーは重信の解散宣言に同意せずと考えている。
2010年4月以降の手配写真は1994年に撮影されたものに差し替えられた。さらに2022年には、70歳前後となった顔立ちを想定した指名手配ポスターも作成されている。
釈放された時はすでに起訴されていたので、公判が停止した。そのため、共犯者の桐島聡も2024年1月29日に死去するまで公訴時効が成立しなかった。